# La Roche-Rigault
La Roche-Rigault is een gemeente in het Franse departement Vienne (regio Nouvelle-Aquitaine). De gemeente telde 562 inwoners op 1 januari 2022. De plaats maakt deel uit van het arrondissement Châtellerault.

## Geschiedenis
De gemeente werd opgericht in 1974 door de fusie van de voormalige gemeenten Le Bouchet en Claunay-en-Loudun.

## Geografie
De oppervlakte van La Roche-Rigault bedraagt 25,3 km², de bevolkingsdichtheid is 20,0 inwoners per km².
De onderstaande kaart toont de ligging van La Roche-Rigault met de belangrijkste infrastructuur en aangrenzende gemeenten.

## Demografie
Onderstaande figuur toont het verloop van het inwonertal (bron: INSEE-tellingen).